# Panicum euprepes
Panicum euprepes är en gräsart som beskrevs av Stephen Andrew Renvoize. Panicum euprepes ingår i släktet vipphirser, och familjen gräs. Inga underarter finns listade i Catalogue of Life.